# إيبنزر أوفوري
إيبنزر أوفوري (بالإنجليزية: Ebenezer Ofori)‏ (1 يوليو 1995 غانا - ) هو لاعب كرة قدم غاني، يلعب كلاعب وسط، شارك في كأس الأمم الأفريقية 2017.

## وصلات خارجية
إيبنزر أوفوري على موقع الاتحاد الدولي (مؤرشف)  (الإنجليزية)
- إيبنزر أوفوري على موقع اتحاد السويد (السويدية)
- إيبنزر أوفوري على موقع الدوري الأمريكي (الإنجليزية)
- إيبنزر أوفوري على موقع قاعدة بيانات كرة القدم.إي يو (الإنجليزية)
- إيبنزر أوفوري على موقع ناشيونال فوتبول تيمز (الإنجليزية)
- إيبنزر أوفوري على موقع Soccerway.com (الإنجليزية)
- إيبنزر أوفوري على موقع عالم كرة القدم.نت (الإنجليزية)